# 香港中文大學工程學院
香港中文大學工程學院為中大八大學院之一，旗下之電子工程系為最早成立之學系(1970年，原先屬理學院)，目前設有6個學系及9個研究中心，另設有一生物醫學工程學部（Division of Biomedical Engineering）。工程學院設於何善衡工程學大樓、蒙民偉工程學大樓（前崇基學院教職員宿舍擴建預留用地），以及教研樓一座（前崇基學院教職員宿舍第一苑，長遠將連同原先第二苑預留土地重建成第三座工程學大樓）。

## 旗下學系及課程
- 生物醫學工程學系 （页面存档备份，存于）
- 計算機科學及工程學系 （页面存档备份，存于）
- 電子工程學系 （页面存档备份，存于）（1970年至1994年屬理學院，稱為電子學系）
- 訊息工程學系 （页面存档备份，存于）
- 機械與自動化工程學系 （页面存档备份，存于）
- 系統工程及工程管理學系 （页面存档备份，存于）

## 提供課程

### 舊三年學制下的本科課程

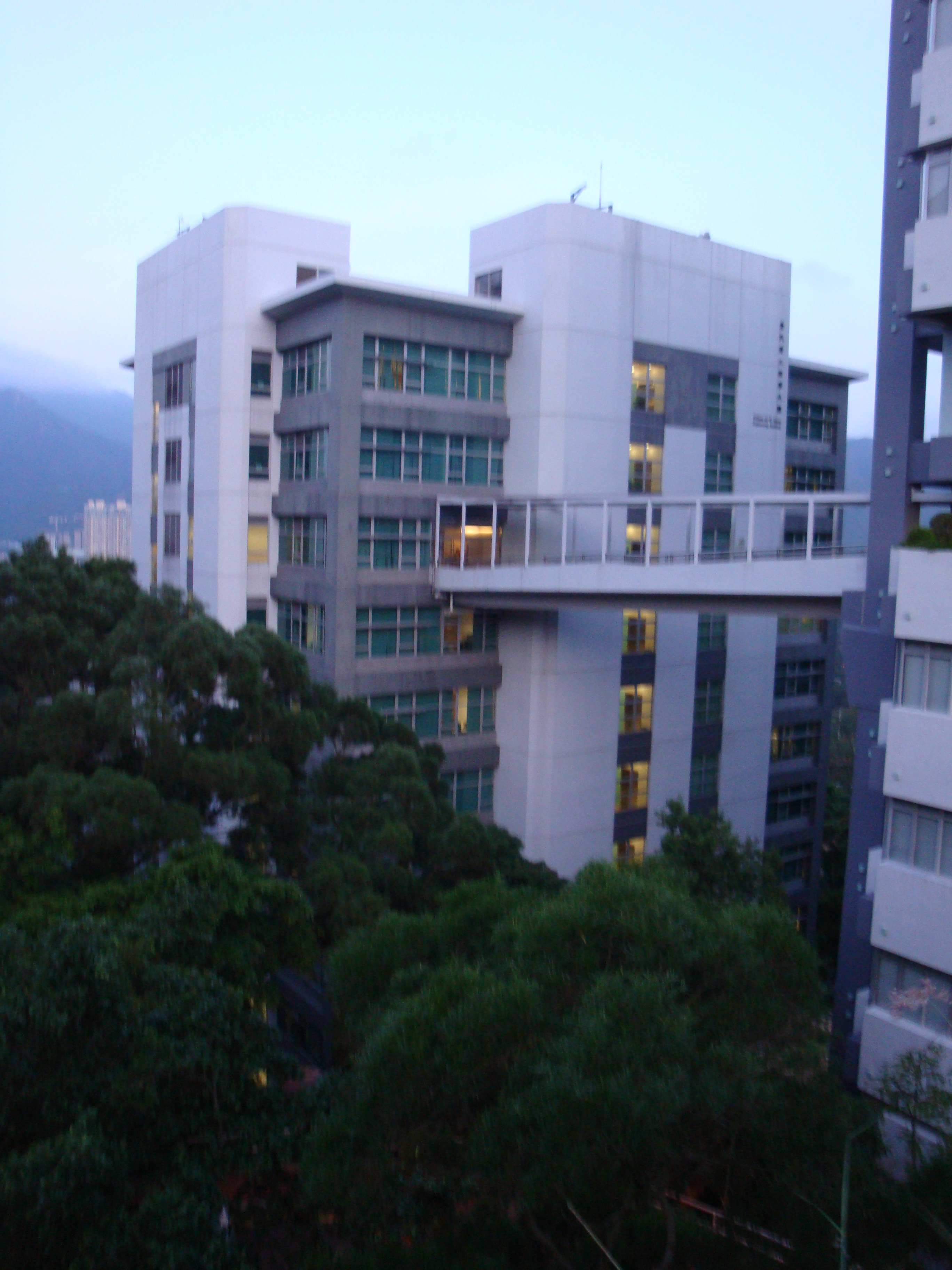
蒙民偉工程學大樓

中文大學創校時並無工程學院，而是在1970年至1994年有名為「電子學系」的科目，隸屬理學院；及後1991年由時任校長高錕教授成立工程學院，亦只有名為「工程學」的科目，一年級學生修讀共同科目，到兩年級開始再揀選不同的分流（stream）繼續課程，例如電子工程、資訊工程等，畢業生一律稱為「工程學學士」；後來改為由一年級開始即有不同科目，畢業時亦改稱為「電子工程學學士」、「資訊工程學學士」等。
在2012年前，5個學系均提供其對應主修課程，而計算機科學及工程學系則分有兩個主修：「計算機科學」及「計算機工程」。除機械與自動化工程學系外，所有學系均同時提供其對應副修課程；而系統工程及工程管理學系則提供「工程管理」及「金融工程」兩個副修。有關副修對大部分中大學生開放，而以工程學科為主修的學生，亦可選修大部份工程學院以外之副修。
除此之外，工程學院學生都和其他中大學生一樣，至少修讀99學分，並需修讀4個通識教育課程(共12學分)。而入學方面的程序，也和中大相同，包括聯招及其他方法。
自2007年起，所有工程學系均提供同時修讀工商管理學士課程的選擇。獲派入六個工程學科之一的學生，可於首三年修讀工程學科的同時，加插工商管理學院的學科，於第三年完結之時取得有關工程學學士資格，並於第四年完成工商管理學士之餘下科目。學生能否取得第二個學士，則視乎其學術成績表現。不過，即使學生未能取得工商管理學士，只要修讀不少於18學分的工商管理學院課程(當中要包括指定課程)，學生仍能取得工商管理的副修資格。
同樣，工商管理學生也可作類同安排，於首三年加插工程學科。而成績表現符合資格的話，即可於第三及第四年分別取得工商管理學士及相關工學士。
於2010年，工程學院將提供生物醫學工程學士課程。

### 新四年學制下的本科課程
自2012年起，香港中文大學工程學院為配合新的四年制本科課程，由以往七個學系各自招生的做法改為由學院統一收生，待學生修畢一年級再選定主修科。改為學院統一收生後，中大工程學科每年收生的學額為約五百個。工程學科的最低收生成績為四個核心科目考獲「三三二二」，另加兩科理科相關的選修[包括物理、生物、化學、資訊及通訊科技和延伸數學(一)或(二)]達三級。
由於工程學科是理科相關的科目，學院在考慮收生的時候會較注重考生在文憑試的理科成績。文憑試成績的比重(適用於2014-2015年或以後入學的文憑試考生)為：
(一)沒有修讀延伸數學的考生：通識X0.5，中文、英文X1，2科理科選修X1.5，數學X1.75
(二)修讀延伸數學(一)或(二)的考生：通識X0.5，中文、英文X1，理科選修X1.5，數學、延伸數學(一)或(二)X1.75
新學制下的工程系學生在第一年必須修讀數學、物理、工程(分別是編寫程式及機械車設計)等課程(Faculty Package)，並於第一年的學期末在九個學系中選擇自己未來修讀的學系。
生物醫學工程學 於2018/19學年獨立收生 (聯招編號：JS4460)，有興趣的學生毋須經工程學院的大類收生報讀。該學系系主任期望報讀學生對研究有一定興趣，收生時會看重英文、數學及科學學科成績。
(一)沒有修讀延伸數學的考生：Best 5 最佳 5 科 - 通識X1.0，中文X1.0、英文X1.5，2科理科選修X1.5，數學X1.5
(二)修讀延伸數學(一)或(二)的考生：Best 5 最佳 5 科 - 通識X1.0，中文X1.0、英文X1.5，理科選修X1.5，數學（必修部分/M1/M2：最好的一科）X1.5
而不論是在新舊學制下，工程學院對學生成績表現實施「嚴懲不貸」政策：只要GPA低於2.0，就算達到可繼續修讀標準，或以往從未被列入試讀生名單，學院都會運用酌情權，即時將相關學生退學。因此，中大多數被勒令退學學生，均來自工程學院。

#### 新學制下的學士學位課程[參⁠ 3]
| 主修學位課程         | Engineering Major Programmes                          | 負責學系               | Offering Department(s)                                              |
| 生物醫學工程學       | Biomedical Engineering(BMEG)                          | 生物醫學工程學系       | Department of Biomedical Engineering                                |
| 計算機科學           | Computer Science(CSCI)                                | 計算機科學及工程學系   | Department of Computer Science and Engineering                      |
| 計算機工程學         | Computer Engineering(CERG)                            | 計算機科學及工程學系   | Department of Computer Science and Engineering                      |
| 電子工程學           | Electronic Engineering(ELEG)                          | 電子工程學系           | Department of Electronic Engineering                                |
| 訊息工程學           | Information Engineering(IERG)                         | 訊息工程學系           | Department of Information Engineering                               |
| 數學與訊息工程學     | Mathematics and Information Engineering(MIEG)         | 數學系、訊息工程學系   | Department of Mathematics and Department of Information Engineering |
| 機械及自動化工程學   | Mechanical and Automation Engineering(MAEG)           | 機械及自動化工程學系   | Department of Mechanical and Automation Engineering                 |
| 能源與環境工程學     | Energy and Environmental Engineering (EEEN)           | 機械及自動化工程學系   | Department of Mechanical and Automation Engineering                 |
| 系統工程與工程管理學 | Systems Engineering and Engineering Management (SEEM) | 系統工程與工程管理學系 | Department of Systems Engineering and Engineering Management        |
| 金融科技學           | Financial Technology (FTEC)                           | 系統工程與工程管理學系 | Department of Systems Engineering and Engineering Management        |

### 碩士/博士課程
大部分學系均提供其對應主修哲學碩士(MPhil)、哲學博士(PhD)或理學碩士(MSc)課程，而生物醫學工程學部則提供生物醫學工程理學碩士。
系統工程及工程管理學系同時提供「電子商貿與物流技術理學碩士課程」(M.Sc. Programme in E-commerce and Logistics Technologies)及「高級管理人員物流和供應鏈管理理學碩士課程」(EMSc Program in Logistics and Supply Chain Management)。

## 註解
1. ↑  數學與信息工程學由舊學制雙學位課程轉為新學制雙主修課程，修讀年期與其他工程學院主修均為四年。
2. ↑   註:

## 外部連結
- 香港中文大學工程學院 （页面存档备份，存于）
- 中大工程學院慶20周年
- CUHK Faculty of Engineering JUPAS Admissions
- Department of Biomedical Engineering （页面存档备份，存于）
- Department of Computer Science & Engineering （页面存档备份，存于）
- Department of Electronic Engineering （页面存档备份，存于）
- B. Eng. (Hons) in Energy and Environmental Engineering （页面存档备份，存于）
- Department of Infomration Engineering （页面存档备份，存于）
- Department of Mechanical and Automation Engineering （页面存档备份，存于）
- Department of System Engineering and Engineering Management （页面存档备份，存于）
- Department of Infomration Engineering - Faculty

1. ↑  中大委任曾漢奇任工程學院院長任期5年